# توم براون (كرة مضرب)
توم براون (بالإنجليزية: Tom Brown)‏ مواليد 26 سبتمبر 1922 في واشنطن العاصمة، الولايات المتحدة - الوفاة 27 أكتوبر 2011 في كاليفورنيا، الولايات المتحدة، كان لاعب كرة مضرب أمريكي بدأ مسيرته كمحترف سنة 1939 وكان يلعب باليد اليمنى، اعتزل اللعب في 1969. كما أنه أحد أبطال الجراند سلام. أعلى تصنيف له في الفردي كان المركز الـ 7 في سنة 1946.

## بطولات حققها
- بطولة ويمبلدون

## النهائيات

### الفردي (الوصافة 2)
| الحصيلة | السنة | البطولة                   | المنافس في النهائي | النتيجة في النهائي |
| ------- | ----- | ------------------------- | ------------------ | ------------------ |
| الوصافة | 1946  | البطولة الوطنية الأمريكية | جاك كرامر          | 7–9, 3–6, 0–6      |
| الوصافة | 1947  | ويمبلدون                  | جاك كرامر          | 1–6, 3–6, 2–6      |

## روابط خارجية
- توم براون على موقع رابطة محترفي التنس (الإنجليزية)
- توم براون على موقع الاتحاد الدولي لكرة المضرب (الإنجليزية)
- توم براون على موقع كأس ديفيز (الإنجليزية)
- توم براون على موقع خلاصة التنس.كوم (الإنجليزية)